# Vlag van Koksijde
De vlag van Koksijde werd door de gemeenteraad op 3 december 1985 en nogmaals op 4 november 1987 officieel vastgesteld als de gemeentelijke vlag van de West-Vlaamse gemeente Koksijde. Op 14 juni 1988 werd hij door het Bestuur van Vlaanderen bevestigd en uiteindelijk gepubliceerd op 16 september 1988 in het officiële Belgisch Staatsblad.
Het wapenschild van de gemeente is afgebeeld op het groene vlak. De gele garnalenvisser op het blauwe vlak vertegenwoordigt Oostduinkerke, een deelgemeente van Koksijde. De kleuren groen en blauw zijn voorheen als kleuren gebruikt van de vorige, onofficiële vlag van Koksijde voor de gemeentelijke hervorming gebruikte Koksijde. De herkomst van de kleuren geel en wit zijn onbekend.
Officieel wordt de vlag beschreven als:
Gevierendeeld 1. groen met het wapenschild van de gemeente 2. geel 3. wit 4. blauw met een garnaalvisser in gele lijntekening
De gemeente gebruikt vaak ook een vlag met logo, vijf verticale banen van donkerblauw naar lichtblauw, met het logo van de gemeente in het midden. Het logo bestaat uit een witte letter "K" in een witte ring die onderaan gedeeltelijk "gevuld" is. Het logo, dat deel uitmaakt van een huisstijl, werd gepresenteerd op 6 december 2008. De "K" staat voor Koksijde, de "O"-ring voor Oostduinkerke en het segment in het onderste gedeelte staat voor de zee.

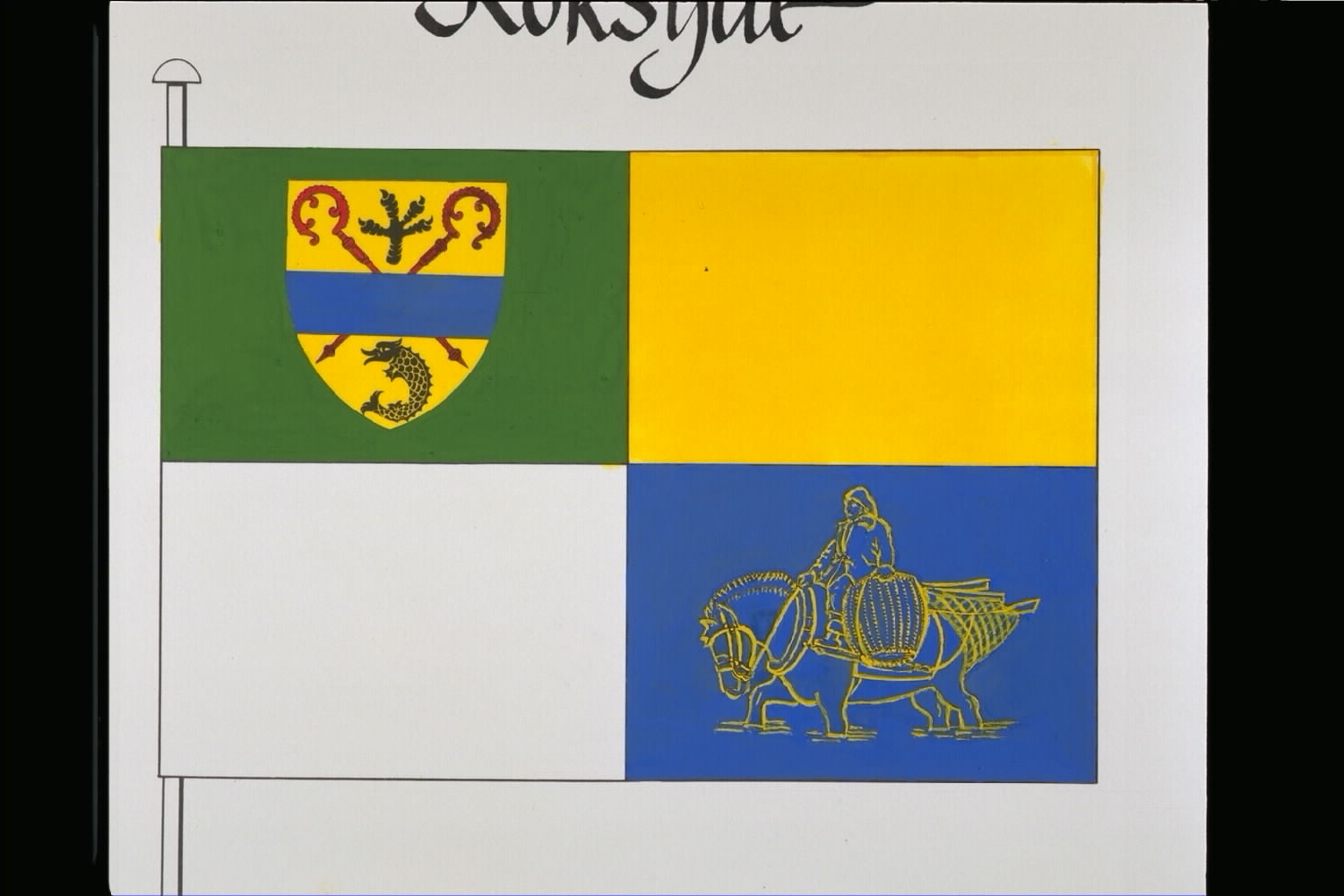
Officiële tekening van de vlag
Voormalige vlag van Koksijde.
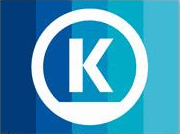
Logo vlag van Koksijde, vaak gebruikt.